# Quemper-Guézennec
Quemper-Guézennec (tiếng Breton: Kemper-Gwezhenneg) là một xã của tỉnh Côtes-d’Armor, thuộc vùng Bretagne, tây bắc Pháp.

## Dân số
Người dân ở Quemper-Guézennec được gọi là Quemperrois.